# Lista de temporadas das grandes ligas de beisebol
Esta é uma lista de temporadas e campeões das grandes ligas de beisebol. A lista inclui grandes ligas extintas como a Player's League.

## 1870s
| Ano  | Campeão da Liga Nacional |
| ---- | ------------------------ |
| 1876 | Chicago White Stockings  |
| 1877 | Boston Red Caps          |
| 1878 | Boston Red Caps          |
| 1879 | Providence Grays         |

## 1880s
| Ano  | Campeão da Liga Nacional | Campeão da Associação Americana | Campeão da Union Association | Campeão da World Series   |
| ---- | ------------------------ | ------------------------------- | ---------------------------- | ------------------------- |
| 1880 | Chicago White Stockings  |                                 |                              |                           |
| 1881 | Chicago White Stockings  |                                 |                              |                           |
| 1882 | Chicago White Stockings  | Cincinnati Red Stockings        |                              |                           |
| 1883 | Boston Beaneaters        | Philadelphia Athletics          |                              |                           |
| 1884 | Providence Grays         | New York Metropolitans          | St. Louis Maroons            |                           |
| 1885 | Chicago White Stockings  | St. Louis Browns                |                              |                           |
| 1886 | Chicago White Stockings  | St. Louis Browns                |                              | St. Louis Browns (4-2)    |
| 1887 | Detroit Wolverines       | St. Louis Browns                |                              | Detroit Wolverines (10-5) |
| 1888 | New York Giants          | St. Louis Browns                |                              | New York Giants (6-4)     |
| 1889 | New York Giants          | Brooklyn Bridegrooms            |                              | New York Giants (6-3)     |

## 1890s
| Ano  | Campeão da Liga Nacional | Campeão da Associação Americana | Campeão da Players' League | Campeão da World Series |
| ---- | ------------------------ | ------------------------------- | -------------------------- | ----------------------- |
| 1890 | Brooklyn Bridegrooms     | Louisville Colonels             | Boston Reds                |                         |
| 1891 | Boston Beaneaters        | Boston Reds                     |                            |                         |
| 1892 | Boston Beaneaters        |                                 |                            |                         |
| 1893 | Boston Beaneaters        |                                 |                            |                         |
| 1894 | Baltimore Orioles        |                                 |                            |                         |
| 1895 | Baltimore Orioles        |                                 |                            |                         |
| 1896 | Baltimore Orioles        |                                 |                            |                         |
| 1897 | Boston Beaneaters        |                                 |                            |                         |
| 1898 | Boston Beaneaters        |                                 |                            |                         |
| 1899 | Brooklyn Superbas        |                                 |                            |                         |

## 1900s
| Ano  | Campeão da Liga Americana | Campeão da Liga Nacional | Campeão da World Series  |
| ---- | ------------------------- | ------------------------ | ------------------------ |
| 1900 |                           | Brooklyn Superbas        |                          |
| 1901 | Chicago White Stockings   | Pittsburgh Pirates       |                          |
| 1902 | Philadelphia Athletics    | Pittsburgh Pirates       |                          |
| 1903 | Boston Americans          | Pittsburgh Pirates       | Boston Americans (5-3)   |
| 1904 | Boston Americans          | New York Giants          | Cancelado                |
| 1905 | Philadelphia Athletics    | New York Giants          | New York Giants (4-1)    |
| 1906 | Chicago White Sox         | Chicago Cubs             | Chicago White Sox (4-2)  |
| 1907 | Detroit Tigers            | Chicago Cubs             | Chicago Cubs (4-1)       |
| 1908 | Detroit Tigers            | Chicago Cubs             | Chicago Cubs (4-1)       |
| 1909 | Detroit Tigers            | Pittsburgh Pirates       | Pittsburgh Pirates (4-3) |

## 1910s
| Ano  | Campeão da Liga Americana | Campeão da Liga Nacional | Campeão da World Series      |
| ---- | ------------------------- | ------------------------ | ---------------------------- |
| 1910 | Philadelphia Athletics    | Chicago Cubs             | Philadelphia Athletics (4-1) |
| 1911 | Philadelphia Athletics    | New York Giants          | Philadelphia Athletics (4-2) |
| 1912 | Boston Red Sox            | New York Giants          | Boston Red Sox (4-3)         |
| 1913 | Philadelphia Athletics    | New York Giants          | Philadelphia Athletics (4-1) |
| 1914 | Philadelphia Athletics    | Boston Braves            | Boston Braves (4-0)          |
| 1915 | Boston Red Sox            | Philadelphia Phillies    | Boston Red Sox (4-1)         |
| 1916 | Boston Red Sox            | Brooklyn Dodgers         | Boston Red Sox (4-1)         |
| 1917 | Chicago White Sox         | New York Giants          | Chicago White Sox (4-2)      |
| 1918 | Boston Red Sox            | Chicago Cubs             | Boston Red Sox (4-2)         |
| 1919 | Chicago White Sox         | Cincinnati Reds          | Cincinnati Reds (5-3)        |

## 1920s
| Ano  | Campeão da Liga Americana | Campeão da Liga Nacional | Campeão da World Series      |
| ---- | ------------------------- | ------------------------ | ---------------------------- |
| 1920 | Cleveland Indians         | Brooklyn Dodgers         | Cleveland Indians (5-2)      |
| 1921 | New York Yankees          | New York Giants          | New York Giants (5-3)        |
| 1922 | New York Yankees          | New York Giants          | New York Giants (4-0)        |
| 1923 | New York Yankees          | New York Giants          | New York Yankees (4-2)       |
| 1924 | Washington Senators       | New York Giants          | Washington Senators (4-3)    |
| 1925 | Washington Senators       | Pittsburgh Pirates       | Pittsburgh Pirates (4-3)     |
| 1926 | New York Yankees          | St. Louis Cardinals      | St. Louis Cardinals (4-3)    |
| 1927 | New York Yankees          | Pittsburgh Pirates       | New York Yankees (4-0)       |
| 1928 | New York Yankees          | St. Louis Cardinals      | New York Yankees (4-0)       |
| 1929 | Philadelphia Athletics    | Chicago Cubs             | Philadelphia Athletics (4-1) |

## 1930s
| Ano  | Campeão da Liga Americana | Campeão da Liga Nacional | Campeão da World Series      |
| ---- | ------------------------- | ------------------------ | ---------------------------- |
| 1930 | Philadelphia Athletics    | St. Louis Cardinals      | Philadelphia Athletics (4-2) |
| 1931 | Philadelphia Athletics    | St. Louis Cardinals      | St. Louis Cardinals (4-3)    |
| 1932 | New York Yankees          | Chicago Cubs             | New York Yankees (4-0)       |
| 1933 | Washington Senators       | New York Giants          | New York Giants (4-1)        |
| 1934 | Detroit Tigers            | St. Louis Cardinals      | St. Louis Cardinals (4-3)    |
| 1935 | Detroit Tigers            | Chicago Cubs             | Detroit Tigers (4-2)         |
| 1936 | New York Yankees          | New York Giants          | New York Yankees (4-2)       |
| 1937 | New York Yankees          | New York Giants          | New York Yankees (4-1)       |
| 1938 | New York Yankees          | Chicago Cubs             | New York Yankees (4-0)       |
| 1939 | New York Yankees          | Cincinnati Reds          | New York Yankees (4-0)       |

## 1940s
| Ano  | Campeão da Liga Americana | Campeão da Liga Nacional | Campeão da World Series   |
| ---- | ------------------------- | ------------------------ | ------------------------- |
| 1940 | Detroit Tigers            | Cincinnati Reds          | Cincinnati Reds (4-3)     |
| 1941 | New York Yankees          | Brooklyn Dodgers         | New York Yankees (4-1)    |
| 1942 | New York Yankees          | St. Louis Cardinals      | St. Louis Cardinals (4-1) |
| 1943 | New York Yankees          | St. Louis Cardinals      | New York Yankees (4-1)    |
| 1944 | St. Louis Browns          | St. Louis Cardinals      | St. Louis Cardinals (4-2) |
| 1945 | Detroit Tigers            | Chicago Cubs             | Detroit Tigers (4-3)      |
| 1946 | Boston Red Sox            | St. Louis Cardinals      | St. Louis Cardinals (4-3) |
| 1947 | New York Yankees          | Brooklyn Dodgers         | New York Yankees (4-3)    |
| 1948 | Cleveland Indians         | Boston Braves            | Cleveland Indians (4-2)   |
| 1949 | New York Yankees          | Brooklyn Dodgers         | New York Yankees (4-1)    |

## 1950s
| Ano  | Campeão da Liga Americana | Campeão da Liga Nacional | Campeão da World Series   |
| ---- | ------------------------- | ------------------------ | ------------------------- |
| 1950 | New York Yankees          | Philadelphia Phillies    | New York Yankees (4-0)    |
| 1951 | New York Yankees          | New York Giants          | New York Yankees (4-2)    |
| 1952 | New York Yankees          | Brooklyn Dodgers         | New York Yankees (4-3)    |
| 1953 | New York Yankees          | Brooklyn Dodgers         | New York Yankees (4-2)    |
| 1954 | Cleveland Indians         | New York Giants          | New York Giants (4-0)     |
| 1955 | New York Yankees          | Brooklyn Dodgers         | Brooklyn Dodgers (4-3)    |
| 1956 | New York Yankees          | Brooklyn Dodgers         | New York Yankees (4-3)    |
| 1957 | New York Yankees          | Milwaukee Braves         | Milwaukee Braves (4-3)    |
| 1958 | New York Yankees          | Milwaukee Braves         | New York Yankees (4-3)    |
| 1959 | Chicago White Sox         | Los Angeles Dodgers      | Los Angeles Dodgers (4-2) |

## 1960s
| Ano  | Campeão da Liga Americana | Campeão da Liga Nacional | Campeão da World Series   |
| ---- | ------------------------- | ------------------------ | ------------------------- |
| 1960 | New York Yankees          | Pittsburgh Pirates       | Pittsburgh Pirates (4-3)  |
| 1961 | New York Yankees          | Cincinnati Reds          | New York Yankees (4-1)    |
| 1962 | New York Yankees          | San Francisco Giants     | New York Yankees (4-3)    |
| 1963 | New York Yankees          | Los Angeles Dodgers      | Los Angeles Dodgers (4-0) |
| 1964 | New York Yankees          | St. Louis Cardinals      | St. Louis Cardinals (4-3) |
| 1965 | Minnesota Twins           | Los Angeles Dodgers      | Los Angeles Dodgers (4-3) |
| 1966 | Baltimore Orioles         | Los Angeles Dodgers      | Baltimore Orioles (4-0)   |
| 1967 | Boston Red Sox            | St. Louis Cardinals      | St. Louis Cardinals (4-3) |
| 1968 | Detroit Tigers            | St. Louis Cardinals      | Detroit Tigers (4-3)      |
| 1969 | Baltimore Orioles         | New York Mets            | New York Mets (4-1)       |

## 1970s
| Ano  | Campeão da Liga Americana | Campeão da Liga Nacional | Campeão da World Series  |
| ---- | ------------------------- | ------------------------ | ------------------------ |
| 1970 | Baltimore Orioles         | Cincinnati Reds          | Baltimore Orioles (4-1)  |
| 1971 | Baltimore Orioles         | Pittsburgh Pirates       | Pittsburgh Pirates (4-3) |
| 1972 | Oakland Athletics         | Cincinnati Reds          | Oakland Athletics (4-3)  |
| 1973 | Oakland Athletics         | New York Mets            | Oakland Athletics (4-3)  |
| 1974 | Oakland Athletics         | Los Angeles Dodgers      | Oakland Athletics (4-1)  |
| 1975 | Boston Red Sox            | Cincinnati Reds          | Cincinnati Reds (4-3)    |
| 1976 | New York Yankees          | Cincinnati Reds          | Cincinnati Reds (4-0)    |
| 1977 | New York Yankees          | Los Angeles Dodgers      | New York Yankees (4-2)   |
| 1978 | New York Yankees          | Los Angeles Dodgers      | New York Yankees (4-2)   |
| 1979 | Baltimore Orioles         | Pittsburgh Pirates       | Pittsburgh Pirates (4-3) |

## 1980s
| Ano  | Campeão da Liga Americana | Campeão da Liga Nacional | Campeão da World Series     |
| ---- | ------------------------- | ------------------------ | --------------------------- |
| 1980 | Kansas City Royals        | Philadelphia Phillies    | Philadelphia Phillies (4-2) |
| 1981 | New York Yankees          | Los Angeles Dodgers      | Los Angeles Dodgers (4-2)   |
| 1982 | Milwaukee Brewers         | St. Louis Cardinals      | St. Louis Cardinals (4-3)   |
| 1983 | Baltimore Orioles         | Philadelphia Phillies    | Baltimore Orioles (4-1)     |
| 1984 | Detroit Tigers            | San Diego Padres         | Detroit Tigers (4-1)        |
| 1985 | Kansas City Royals        | St. Louis Cardinals      | Kansas City Royals (4-3)    |
| 1986 | Boston Red Sox            | New York Mets            | New York Mets (4-3)         |
| 1987 | Minnesota Twins           | St. Louis Cardinals      | Minnesota Twins (4-3)       |
| 1988 | Oakland Athletics         | Los Angeles Dodgers      | Los Angeles Dodgers (4-1)   |
| 1989 | Oakland Athletics         | San Francisco Giants     | Oakland Athletics (4-0)     |

## 1990s
| Ano  | Campeão da Liga Americana | Campeão da Liga Nacional | Campeão da World Series |
| ---- | ------------------------- | ------------------------ | ----------------------- |
| 1990 | Oakland Athletics         | Cincinnati Reds          | Cincinnati Reds (4-0)   |
| 1991 | Minnesota Twins           | Atlanta Braves           | Minnesota Twins (4-3)   |
| 1992 | Toronto Blue Jays         | Atlanta Braves           | Toronto Blue Jays (4-2) |
| 1993 | Toronto Blue Jays         | Philadelphia Phillies    | Toronto Blue Jays (4-2) |
| 1994 | Nenhum                    | Nenhum                   | Cancelado               |
| 1995 | Cleveland Indians         | Atlanta Braves           | Atlanta Braves (4-2)    |
| 1996 | New York Yankees          | Atlanta Braves           | New York Yankees (4-2)  |
| 1997 | Cleveland Indians         | Florida Marlins          | Florida Marlins (4-3)   |
| 1998 | New York Yankees          | San Diego Padres         | New York Yankees (4-0)  |
| 1999 | New York Yankees          | Atlanta Braves           | New York Yankees (4-0)  |

## 2000s
| Ano  | Campeão da Liga Americana | Campeão da Liga Nacional | Campeão da World Series     |
| ---- | ------------------------- | ------------------------ | --------------------------- |
| 2000 | New York Yankees          | New York Mets            | New York Yankees (4-1)      |
| 2001 | New York Yankees          | Arizona Diamondbacks     | Arizona Diamondbacks (4-3)  |
| 2002 | Anaheim Angels            | San Francisco Giants     | Anaheim Angels (4-3)        |
| 2003 | New York Yankees          | Florida Marlins          | Florida Marlins (4-2)       |
| 2004 | Boston Red Sox            | St. Louis Cardinals      | Boston Red Sox (4-0)        |
| 2005 | Chicago White Sox         | Houston Astros           | Chicago White Sox (4-0)     |
| 2006 | Detroit Tigers            | St. Louis Cardinals      | St. Louis Cardinals (4-1)   |
| 2007 | Boston Red Sox            | Colorado Rockies         | Boston Red Sox (4-0)        |
| 2008 | Tampa Bay Rays            | Philadelphia Phillies    | Philadelphia Phillies (4-1) |
| 2009 | New York Yankees          | Philadelphia Phillies    | New York Yankees (4-2)      |

## 2010s
| Ano  | Campeão da Liga Americana | Campeão da Liga Nacional | Campeão da World Series    |
| ---- | ------------------------- | ------------------------ | -------------------------- |
| 2010 | Texas Rangers             | San Francisco Giants     | San Francisco Giants (4–1) |
| 2011 | Texas Rangers             | St. Louis Cardinals      | St. Louis Cardinals (4–3)  |
| 2012 | Detroit Tigers            | San Francisco Giants     | San Francisco Giants (4–0) |
| 2013 | Boston Red Sox            | St. Louis Cardinals      | Boston Red Sox (4–2)       |
| 2014 | Kansas City Royals        | San Francisco Giants     | San Francisco Giants (4–3) |
| 2015 | Kansas City Royals        | New York Mets            | Kansas City Royals (4–1)   |
| 2016 | Cleveland Indians         | Chicago Cubs             | Chicago Cubs (4-3)         |